# Pepe Moyao
José de Arimatea Moyao López (21 de agosto de 1961, Ciudad de México, México) es un arquitecto y profesor mexicano, ganador del 1.er lugar en el concurso mundial de jóvenes arquitectos convocado por la UNESCO en 1984. Asimismo fue fundador y director general del estudio Moyao Arquitectos.

## Biografía

#### Trayectoria Académica
Estudió la licenciatura en arquitectura en la Universidad Nacional Autónoma de México UNAM, graduándose con honores. Pepe Moyao tuvo su primer trabajo aun siendo estudiante en el despacho del Arq. Honorato Carrasco Navarrete. En 1984 la UNESCO publicó una convocatoria para el concurso mundial de jóvenes arquitectos, realizado en París, en donde Pepe Moyao participó con su tema de tesis “El Hábitat del Mañana” ganando el primer lugar.  

#### Trayectoria Profesional
Posteriormente en 1988 se independizó y formó el estudio de Arquitectura, Moyao Arquitectos. Entre sus primeros proyectos se destaca el Auditorio Temporal para la Curva Peraltada del Autódromo Hermanos Rodríguez, Ciudad de México, utilizado para las primeras presentaciones en México de cantantes como Rolling Stones, Madona, Paul McCartney y Pink Floyd. De este mismo nace el Foro Sol, un auditorio conformado por módulos prefabricados con cuatro diferentes tamaños de columnas y elementos de acero, con capacidad para más de 65,000 espectadores, se construyó en un periodo de 9 meses finalizando dicha construcción en 1994.  
Especializado, con una trayectoria de 30 años y con amplia experiencia en recintos de espectáculos, imparte sus conocimientos como profesor en la Facultad de Arquitectura de la Universidad Nacional Autónoma de México UNAM, donde se le otorgó el reconocimiento “Catedra Federico Mariscal 2012”, máximo reconocimiento otorgado a la trayectoria profesional.  
Entre sus obras más recientes se encuentran, El Teatro Ingenio en Sinaloa, Show Center Entrance en Nuevo León, Fachada Liverpool esfera monterrey, Teatro Libanés en Ciudad de México y el Frontón México, proyecto con el que ganó la Medalla de Plata en la III Bienal de Arquitectura de la Ciudad de México 2017. Autor del diseño de la butaca que actualmente utiliza el Palacio de Bellas Artes.
En total, Pepe Moyao suma más de 270,000 butacas instaladas en diferentes proyectos realizados.

## Arquitectura
Su enfoque en Arquitectura Mexicana Contemporánea se expresa en las siguientes obras:
- Show Center Main Entrance, Monterrey, México

- Nuevo Teatro Libanés, Ciudad de México

- Diseño Fachada Liverpool, Esfera Monterrey, Monterrey, N.L.

- Outlets GICSA Puebla y Mérida, México

- Estacionamiento Morelos, Toluca, Edo. De México

- Teatro Carlos Lazo, Ciudad de México

- Teatro Ingenio, Los Mochis, Sinaloa

- Auditorio / Teatro Toma de Zacatecas, Zacatecas, México

- Frontón México, Ciudad de México

- Corporativo Sanirent, Ciudad de México

- Teatro Morelos, Toluca, Edo. De México

- Velaría para gradas Autódromo Hermanos Rodríguez, Ciudad de México

- Teatro Metropolitano, Querétaro

- Teatro Telcel, Ciudad de México

- Centro de Exposiciones y Entretenimiento del WTC, Ciudad de México

- Centro Cultural Mexiquense de Oriente, Texcoco, Edo. de México

- Museo Modelo de Ciencias e Industria, Toluca, Eda. de México

- Fórum de Mundo Imperial, Acapulco, Guerrero

- Auditorio Telmex, Guadalajara, Jalisco

- Oficinas Radio UNAM, Ciudad de México

- Foro Sol, Ciudad de México

- Teatro Orfeón, Ciudad de México

- Estadio Temporal para Copa Davis 1996

- Estadio Temporal para Copa Davis 1995

- Auditorio Temporal para la Curva Peraltada de Autódromo Hermanos Rodríguez, Ciudad de México.
- Estadio GNP seguros (antiguo foro sol obra igual del arquitecto Moyao)

## Distinciones Otorgadas
- Medalla de Plata en la III Bienal de Arquitectura de la Ciudad de México, 2017

- Medalla de Oro de la VII Bienal Iberoamericana, CDI Consejo Iberoamericano de Diseñadores de Interiores, 2016

- Reconocimiento Mentes QUO Discovery, 2011

- 1.er Lugar en el Concurso Centro Cultural Mexiquense de Oriente

- Mención Academia Nacional de Arquitectura

- Mención Especial "Obra del año 2008" de la Revista Obras

- Mención X Bienal de Arquitectura Mexicana 2008, Categoría Cultura

- 1.er Lugar Premio Nacional del Presfuerzo y la Prefabricación 1998

- 1.er Lugar Concurso Mundial de Jóvenes Arquitectos por la UNESCO

- 3.er Lugar Concurso Nacional de Jóvenes Arquitectos por la UNESCO